# F・L・ルーカス
フランク・ローレンス・ルーカス OBE (Frank Laurence Lucas, 1894年12月28日 – 1967年6月1日) はイギリスの古典学者、文芸評論家、詩人、小説家、劇作家、政治論客、ケンブリッジ大学キングス・カレッジフェロー、そして第二次世界大戦時のブレッチリー・パークにおける情報将校である。
彼はT・S・エリオットの『荒地』に対して1923年に書いた酷評と 、優れた散文を書くためのガイドブックとして高く評価されている『スタイル (文体)』 (1955年、1962年改訂) の著者として知られている。彼の『悲劇とアリストテレスの「詩学」との関係』 (1927年、1957年大幅改訂) は、50年以上にわたって標準的入門書として使われた。彼のもっとも重要な学術的業績は、4巻にわたる旧綴りの『ジョン・ウェブスター全集』(1927年)、ヘイズリット以降のジェームス一世時代の戯曲集 (1857年) などである。エリオットはルーカスのことを「完璧な注釈者」と呼び、新しいウェブスター全集 (1995年‐2007年) をケンブリッジ大学出版局から出した後継のウェブスター研究者は、ルーカスに恩義を感じている。
ルーカスはまた1930年代の反ファシズム運動でも知られ 、戦時中のブレッチリ―・パークでの業績により大英帝国勲章 (OBE) を受賞したことも良く知られている。

## 生涯

### 青年期と戦争

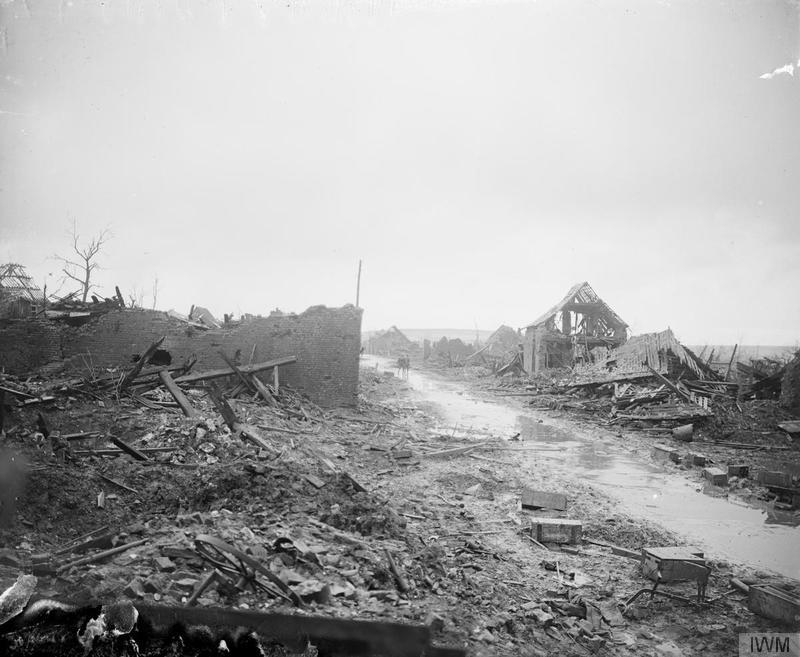
1917年2月25日のイギリス軍進軍時に撮影されたソンム県ミラウモン (1917年3月)。公式戦史によると、「2月22日午後、ミラウモン南方の頂でイギリス軍の散弾が背後で炸裂する中、王立西ケント第7大隊F. L. ルーカス中尉が大胆で機知にとんだ偵察を行い」、これはヒンデンブルク線へのドイツの撤退の最初の兆候を知らせるものであった。

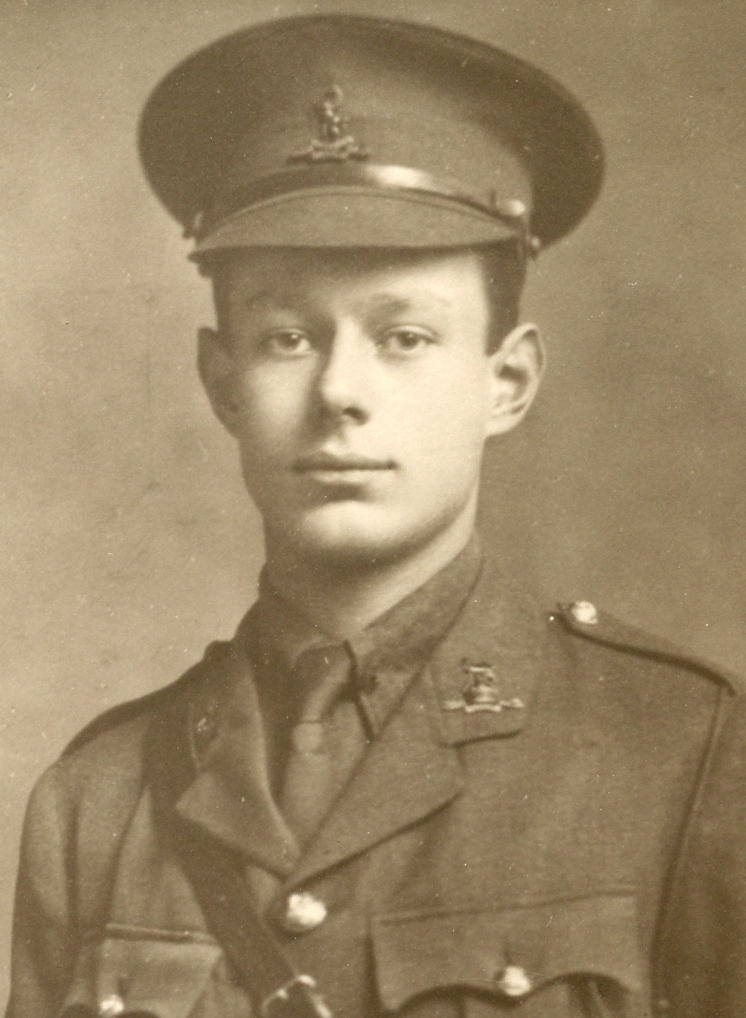
F・L・ルーカス、ローヤル・ウェスト・ケント連隊第7大隊2尉、1914年

F. L. (ピーター) ルーカスはブラックヒースで育ち、父親のF. W. Lucas (1860年–1931年) が校長をしていたコルフ・スクールで教育を受けた。1910年からはラグビースクールで、引退前のソポクレス学者ロバート・ホワイトロー (1843年–1917年) の個人指導を受けた。ルーカスはケンブリッジ大学トリニティ・カレッジの奨学生となり、1913年に古典学部トライポス制度の奨学金を受け、1914年にはピット奨学金と、ポーソン賞を獲得した。1914年1月にはジョージ・エドワード・ムーアの影響を受けてケンブリッジ使徒会会員に選ばれたが、それは戦争前の最後の選出だった。
ベルギー強奪の運命をケンブリッジが握っていると考えた彼は、1914年10月19歳のときに志願し、11月には入隊し、1915年からは王立西ケント連隊第7大隊の少尉としてフランスに赴いた。1915年8月から彼はフリクールとマメッツの向かいにあるソンムの塹壕にいた。1916年5月に榴散弾で負傷した。その年の10月ジョン・メイナード・ケインズ宛に、「物事の巨大な気まぐれをただ眺めながら、キュクロープスの口の中で消えてしまう自分を眺めている」と彼は書き送っている。1917年1月に彼は中尉として前線に戻り 、2月17日アンカー作戦によりグランクール近くの戦場に赴き、2月22日に殊勲報告書に名を挙げられたものの、3月4日に毒ガスを浴びた。
彼は17か月を戦時病院で過ごした。1917年9月までに彼は、名誉と正義の大義は勝利の渇望のために失われた、と感じた  (「我々は条件を提示せずに戦い続ける用意ができすぎていた」)。イギリスのチャタム工廠で駐屯地勤務が可能と認められ、彼は使徒仲間のケインズの助力でフランスへ戻り 、1918年8月から休戦まで彼はイギリス情報部隊 (イギリス第3軍本部) の参謀中将として、バパウムとル・ケノワ近くでドイツ軍捕虜の取り調べに当たった。休戦直後の1918年11月、スペインかぜの流行で肺の傷が再び開いてしまい、彼は命の危険にさらされたった。1919年1月に彼はケンブリッジに戻った。 湖畔を歩きながら「[1919年の]復活祭の朝キッズティパイクで、ホーズ湖とヘイズ湖の間に、山々の雪峰の上に春のまばゆい太陽が昇り、フェアフィールドからブルカトラまで、もし私が神秘主義者なら神秘的体験と名付けるほどの、法悦と酩酊の瞬間がもたらされた」。

### 業績
学業を再開したルーカスは、古典学の学長メダルとブラウン・メダル (1920年) を獲得し、1914年から中断していた使徒会の会合を復活させ、会の書記となり19の論文を寄稿した。1920年、彼は学位を取得するより前に、キングス・カレッジのフェローに選ばれ、ケインズは学位取得試験前夜にセバスチャン・スプロットと共に彼のギリシャ旅行の費用を支払った。彼は優等学位に輝き 、1920年10月から古典学の講師としてキャリアを開始した。1921年の春、彼は3か月をアテネ・ブリティッシュ・スクールの学生としてギリシャで過ごし、テッサリアに於けるファルサルスの戦い (後述のファルサルスを参照) の跡地を調査した。ケンブリッジに戻ると彼は英語学トライポス (1919年制定) の教員に転身した。 彼はケンブリッジ大学英語学部に1921年‐1939年と1945年‐1962年に所属し、大学准教授を1947年‐1962年に務めた。
『ニュー・ステイツマン』誌の文芸編集者デズモンド・マッカーシーの誘いにより、ルーカスは同誌の詩と批評の評論を1922年から1926年まで受け持ったが、その前に『アテナイオン』誌の評論を1920年から21年に開始していた。初期の評論とエッセイは彼の『作家の生と死』 (1926年) に再録されている。その中にハウスマンの『最後の詩』(1922年) の評論があるが、それは珍しく、詩人自身の賛同を得ている。
彼の古典学から英語学への転身と『ウェブスター 』(1927年) の刊行は、ジョン・トレシデル・シェパードが1920年3月にマーロー協会で上演した『白い悪魔』に大きな影響を受けている。「ケンブリッジで1920年に上演された『白い悪魔』は、先入観なしに観た少なくとも2人にとって、これまで観た中で最も動揺した演劇だったのはなぜだろう？」とルーカスは『ニュー・ステイツマン』で問いかけている (演出は快適に進められ、エリザベス朝様式の最小限の舞台装置で、「美しい詩が美しく語られる」ことが強調されていた)。「[ルーカスは] 幸運にも [ウェブスターという] 立脚点となる作家を見つけることができた」とT. E. ロレンスは指摘し、「彼のやり方で人生を総括することができた」と語っている。
しかしルーカスの好みは比較文学にあり、『ウェブスター』の後で彼の関心は『フランス語と英語の研究』 (1934年、1950年改訂) へ移り (彼はフランス文学芸術院のメンバーだった )、 後にはスカンジナビア文学へ移った。彼はケンブリッジギリシャ劇の委員を務め (1921-33年)、ギリシャ文学とラテン文学についての執筆を続けた。キングス・カレッジでの非常勤図書館員として (1922-36年)、彼はルパート・ブルックの寄贈資料を受入登録した。キングスでの彼の教え子には、デイディ・ライランズ、ジョン・デイビー・ヘイワード、F・E・ハリデー、トム・ゴーント、アラン・クラットン-ブロック、ジュリアン・ベル、ウィントン・ディーン、そしてニューマン・フラワーがいる。また、吉田健一もケンブリッジ大学在学時に彼に教えを受けた。ケンブリッジの英語学の学生は彼のことを「F. L.」と呼んでいた。 

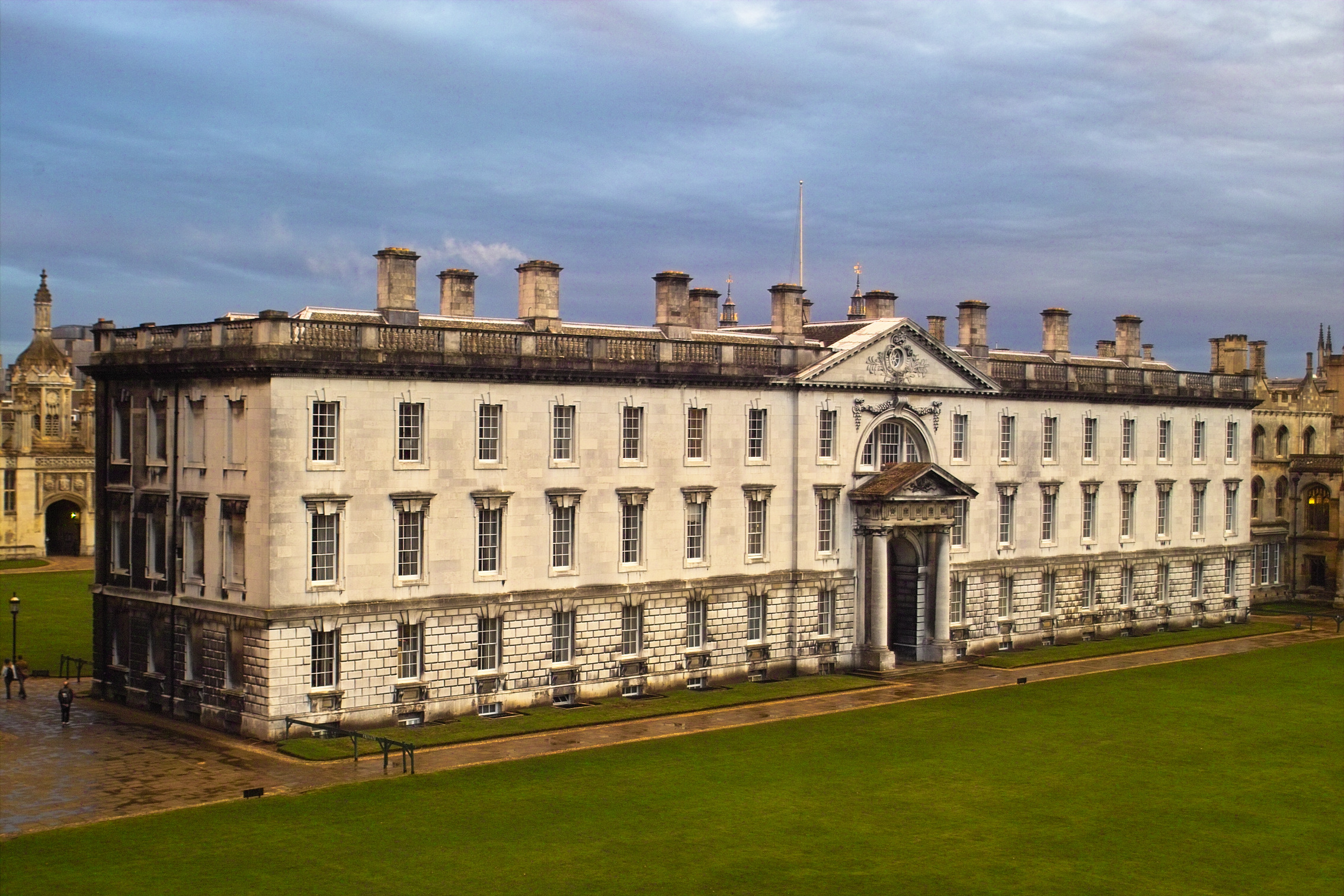
キングス・カレッジのフェロー会館 (ギッブス・ビルディング)。キングスについてルーカスは「私の半生の中で、ヒューマニズム、寛容、そして自由という伝統から後退したことは一瞬もなく、それは世界の大学の中でも群を抜いていると思う」と書いている。

『ウェブスター』の出版の後、研究者たちは彼に編集の助言を求めた。それはヘイワードがナンサッチ出版から出した『ダン』 (1929年)、ハウスマンの『そのほかの詩』 (1936年)、セオドア・レッドパスの『ジョン・ダンの歌曲とソネット』 (1956年)、そしてイングラムとレッドパスの『シェイクスピアのソネット』 (1964年) などであった。ルーカスはまたゴールデン・コッカレル・プレスでクリストファー・サンドフォードの編集顧問を務め、そこで彼は『ヴィクトール・ショルデラーの新ヘレニック書体』 (1937年) を紹介した。ギリシャ語とラテン語から彼が翻訳した数多くの詩は、ジョン・バックランド・ライトの版画と共に、コレクターズ・エディションとしてゴールデン・コッカレル・プレスとフォリオ・ソサエティから出版された。キャリアの中間期に彼は招待講演の依頼を受け、1930年にドロシー・オズボーンとヴィクトリア朝の詩人を扱ったBBCの7つのトークを受け持ち、1933年イギリス学士院のウォートン・レクチャーでイギリス詩を講義し、1935年イギリス王立研究所で古典主義とロマン主義を語り、そして1937年には王立文学協会で紀行文について講義し、さらにブリティッシュ・カウンシルによるソ連のプロパガンダに対抗するための活動として、ベルリン封鎖期の1948年10月、西ベルリンのブリティッシュ・インフォーメーション・センターでヨーロッパの文学について満員の聴衆にドイツ語で講演した。
後年、ルーカスは古典の翻訳 (後述の詩の翻訳を参照) と著書『スタイル (文体)』 (1955年) で賞賛された。彼はまた百科事典の執筆にも注力し、1950年に15巻で出版されたチェンバーズ百科事典の中の「詩歌」「叙事詩」「叙情詩」「頌歌」「悲歌」そして「牧歌」の項目を執筆した。そのほかにも、ブリタニカ百科事典の『西洋の名著』シリーズ (1952年) の編集委員を務めた。戦後ニコス・カザンザキスがケンブリッジを訪れた時、ルーカスは「私はもう読まない、読み返す」と語っている。
ルーカスの1930年代の反ファシスト活動と戦時中の諜報活動については、後述の宥和活動とブレッチリー・パークを参照。

### 私生活
1921年2月から1929年までルーカスは小説家エミリー・ジョーンズ (1893年–1966年) と結婚していた。彼女は友人から「トプシー」と呼ばれていた。トリニティ・カレッジでルーカスが師事したドナルド・ロバートソンの義理の妹だった。ルーカスが彼女の最初の小説『静かな室内』(1920年) を読み感動した後に、二人は知り合った。ジョーンズはルーカスに2冊の小説を献呈しているが、彼をモデルにした二人の登場人物がおり、一人は『歌う捕虜たち』 (1922年) に登場する、戦争で毒ガスを浴びたヒュー・セックストン、もう一人は『ウェッジウッドの大メダル』 (1923年) に登場する、ケンブリッジの古典学卒業生で今はエリザベス朝の演劇を研究しているオリバーだった。ルーカスは『川は流れるように』 (1926年) に登場するマーガレット・オズボーンのモデルにジョーンズを使ったが、これは彼の最初の自伝的小説で、1919-20年の体験を1913-15年に移したものである。ヒュー・フォーセットの性格 (「外務省一の頭脳」だが仲人には向かない) のモデルはケインズだった。
使徒会を通じてルーカスはブルームズベリー・グループ と関わるようになり、グループのヴァージニア・ウルフはオットリン・モレルに彼のことを「純粋なケンブリッジ人、パン切ナイフのように清潔で、鋭い」と評した。1958年のインタビューでルーカスは、ブルームズベリーのことを「ジャングル」に見えると語った。
「ヴァージニアとレナード・ウルフ、ダンカン・グラント、クライヴとヴァネッサ・ベル、そしてリットン・ストレイチーのグループは、幸福な家庭の常識的センスからは程遠いものだ。彼らは相互に情熱的に激しく批評しあった。別の人宛ての手紙を読んでしまう人々の集まりだ。彼らはお互いに果てしなく愛し傷つけあった。本当の危機では寛大に振る舞ったが、普段は親切とは言い難い……ディキンソンとフォスターはブルームズベリーのメンバーではなかった。彼らは優しく親切だった。ブルームズベリーはそうではなかった。」
1927年、ジョーンズがデイディ・ライランズに思いを寄せたため、結婚生活に支障をきたした。ドーラ・キャリントン (1932年没) とシェラ・クラットン-ブロック (1936年没)  と交際した後、1932年12月にルーカスは21歳のガートン・カレッジ古典学卒業生で彫刻家のプルーデンス・ウィルキンソン (1911年-1944年) と結婚した。彼の旅行記は、文学に関連した風景を長く歩いた記録で、二度目の結婚期間 (1932-39年) に書かれたものである。『オリンポスからステュクスまで』 (1934年) は、1933年のギリシャ徒歩旅行 (彼がギリシャを訪れた5回のうちの1回) の本。「アイスランド」は1934年に散文詩「サガ」の舞台を旅行した紀行文であり、『ロマン主義的理想の衰退と没落』 (1936年) の初稿に含まれている。またノルウェー、アイルランド、スコットランド、フランスへの旅の紀行文もある。この時期に彼らはしばしばサン＝レミ＝ド＝プロヴァンスにあるマリー・モーロンの家を訪れていて、彼女のプロヴァンスの物語をルーカスは翻訳した。『オリンポスからステュクスまで』はエルギン・マーブルの返還について主張したものである。
「エルギン卿がアクロポリスから彫刻を「盗んだ」という行為は、疑いなく非難されるもので、それがぞんざいに持ち出され、特にカリアティードがエレクテイオンから移動されたことは問題だ。英国はそれらを直ちにアテネに戻すべきである。」
プルーデンス・ルーカスは、夫婦で興味を分かち合うだけでなく、ルーカスの最初のアイスランド悲劇 (1938年) である『ドゥードランの恋人たち』の衣装と装置をデザインした。1938年に彼女が神経衰弱に陥ったことを、ルーカスは『テロの下での日記1938年』 (1939年) で明かしている。彼は1939年にロンドンで出会った心理学者ウィルヘルム・ステケルなど知人に助けを求めたが、事態は修復不能だった。彼は戦後の著作で心理学を強調しているが - 『文学と心理学』 (1951年)、『スタイル (文体)』 (1955年)、『良識の探求』 (1958年)、『生きるための芸術』 (1959年)、『最大の問題』 (1960年) 収録の「幸福」に関するエッセイ、『イプセンとストリンドベリの戯曲』 (1962年) - これは彼の3番目の妻 (1940年-1967年) となったスウェーデン人の心理学者エルナ・カレンバーグ (1906年-2003年)  と関心を共有したことが影響している。ルーカスは1940年に結婚したエルナについて「私が最も必要としてた人が海の向こうからやってきた」と語っている (エルナ・カレンバーグは、1939年末にイギリス内務省の特別許可を得てスウェーデンからやってきた)。彼らにはシグネとシーグルドという二人の子どもがいた。

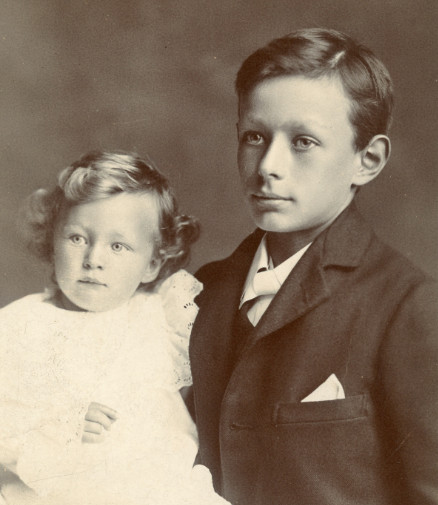
D. W. ルーカスとF. L. ルーカス、c.1906年

ルーカスは著書の中で何度も幸福というテーマに立ち戻り、1960年には幸福についての考えを次のようにまとめた。
「心と体の活力、それらを使い維持する行動、それらを生き生きさせる熱意と好奇心、世界中そして心の中の自然と芸術を広く旅行する自由、人間的な愛情、そして陽気さの賜物 - これらのものは私にとって、そう、幸福の主要な原因であると思える。それらがいかにわずかで単純であるかというのは驚きだ。」
F. L. ルーカスの住んだのは、1921-25年にはケンブリッジのカムデンプレイス7番地、1925‐39年にはケンブリッジのウェストロード20番地、1939‐45年にはグレート・ブリックヒルのハイミード、そして1945年から1967年に亡くなるまでは再びケンブリッジのウェストロード20番地であった。チェコの反体制学者オタカール・ヴォチャドゥロ (1895年-1974年) は、ルーカスと1938-39年にチェコから文通した (後述の宥和活動を参照) ナチス強制収容所からの生還者だが 、1968年のプラハの春にプラハの英語講座に復帰し、ルーカスを記念したウェブスターの講座を開き、1938-39年にチェコを支援したルーカスが忘れられていないのを祝った。
ケンブリッジ大学キングス・カレッジのフェローで、古典学部の学部長であった古典学者D. W. ルーカス (1905-85年) は、F. L. ルーカスの弟だった。

## 文芸批評

### 研究手法
現代作品の批評を除き、ルーカスは批評に歴史主義を採用し、既存の批評を検証して独善的な批評には反論した。彼は自分の研究を、1951年の『文学と心理学』に見られるように、徐々に心理学の発展に結びつけるようになった。「本当の“不文律”は、人間の心理の中にあると思える」と彼は考えていた。彼は著者の心理が文体 (スタイル) を通して明らかになると論じた。「科学でさえも、文体のように人を防腐処理するピクルスを発明してはいない」と彼は主張した。
彼が最も多く書いた詩人はテニスン (1930年、1932年、1947年、1957年) とハウスマン (1926年、1933年、1936年、1960年) だが、彼は古典およびヨーロッパとイギリスの文学を幅広く対象としていた。書籍が良かれ悪しかれ影響を与えることを意識し、彼はモンターニュとモンテスキューのような健全さと良識の擁護者か、またはイリアスを書いたホメロス、エウリピデス、ハーディ、イプセン、チェホフのような思いやりのある現実主義者とみなされる作家を賞賛した。「人生は不可分だ」と彼は書いた。
「大衆は自分にふさわしい文学を手に取りたがる。文学は自分にふさわしい読者を得たがる。人は価値感を互いに伝え、影響しあう。それは悪循環にも好循環にもなる。優れた社会だけがホメロスを育てる。そして彼の言葉を聞く人に優れた社会を残すのだ。」
彼のケンブリッジの同僚トーマス・ライス・ヘンは、ルーカスの研究手法とスタイルは、リットン・ストレイチーの『本と登場人物』の影響を受けていると指摘している。

### 論争
ルーカスは、多くの現代詩の「猥雑さ」や同人誌的な訴えを嫌い、戦間期には新しい流派に反対する第一人者となった。「深いところで、乾いた井戸を見つけるのはよくあることだ。中身が薄く暗く汚い」と彼は書いている。彼はまたクライテリオン誌やスクリュートニー誌の唱えるニュー・クリティシズムの偏狭な教条主義に反対し、それを「口の堅いカルヴァン派のやり方」と呼んだ。アイヴァー・リチャーズの批評に対する議論は、ケンブリッジの『大学研究』誌にルーカスが書いた論文「英文学」 (1933年) と『ロマン主義的理想の衰退と没落』第4章 (1936年) に再録されている。また、エリオットの1929年の論文「近代批評」への論議は、ルーカスの『フランス語と英語の研究』 (1934年) に再録されている。

### ルーカスとエリオット
1923年のルーカスの『荒地』に対する批評は、彼が没した後の数十年間に最も再刊されているが、1926年の『作家の生と死』からは省かれていて、おそらくそれはルーカスが、詩は沈むに任せるべきだと書いたからであろう。彼が考えを変えたのでないことは確実である。この批評はルーカスの没後の方がよく知られている。この詩に対する彼の別のコメントは、ケンブリッジの『大学研究』誌に彼が書いた論文「英文学」 (1933年) に見ることができるが、そこで彼はアイヴァー・リチャーズが『科学と詩学』に1926年に書いた見方に反論し、「『荒地』は全ての信仰から「完全に分離」しているとリチャーズから賞賛されているが、実際には信仰への切なる叫びであり、偉大な宗教的詩として賞賛されているのだ」と述べている。『T. S. エリオットの手紙』にはエリオットとルーカスが1920年代半ばから交わした書簡が含まれているが、批評に対する言及はない。『ニュー・ステイツマン』の歴史家たちはデズモンド・マッカーシーがルーカスを現代詩の批評に招待したことを後悔し、その一人はルーカスの『荒地』の批評は「悲惨な選択」と断じている (悲惨というのは、この雑誌の前衛的なイメージにとってという意味)。

### 評価
ルーカスの文芸批評はおそらく1930年代が最も高く評価された。「ルーカスが現代批評のなかで際立っているのは次の3点である。彼が表現方法について文体と品位に注意していること、いくつかの言語に通じて文学を論じていること、彼の判断が健全であることだ」と1934年に『タイムズ・リテラリー・サプルメント』は書いている。戦後、批評家たちはより敵対的になった。戦後の多くの批評は報復のようだった。「この本にはブルームズベリーの表面的な空気と文化的博識さがあり、それは苦痛だ」とある者は書いた。精神分析的な文芸批評はともかく、ルーカスはほとんどの新しい傾向を軽蔑していたためか、彼の批評は時代遅れとみなされほとんど絶版になってしまった。 
「文芸の世界は終わってしまった」とL. P. ウィルキンソンは書いている。「しかしだからと言ってその後に続くものがより良いとは言えない。彼の妥協しない才能は時計を彼の批評に巻き戻すだろう。彼の『スタイル (文体)』 (1955年) は流行に左右されない永遠の価値を持っている」。 『スタイル (文体)』は2012年に再刊されている。彼の初期の2冊、『セネカとエリザベス朝の悲劇』 (1922年) (フェローを得た論文) と、『エウリピデスと彼の影響』 (1923年) は、再刊され続けている。新しいケンブリッジ・ウェブスター全集 (1995年-2007年) の編集者は、年代や作者やテキストの研究における「彼の習慣的な正確さと鋭い洞察力」を賞賛している。「大量の見事な幅広い注記の付されたルーカスの4巻にわたる旧綴りの版は、学問を愛し、ジョン・ウェブスターの演劇を愛する者にとって不可欠の読み物である」とD. C. Gunbyは書いている。

## 詩の翻訳
ルーカスは古典詩 (主にギリシャの) を現代の読者にわかりやすく伝えるために、詩の翻訳に力を注いでいた。彼の『みんなのためのギリシャ詩』 (1951年) と『みんなのためのギリシャ劇』 (1954年) は、約２万行を収録している。ホメロスから紀元６世紀までのギリシャ詩の最高傑作を、古典詩に馴染みのない読者のために紹介と注釈をつけて提供する試みは、これまで誰もしていなかった。翻訳は正確で品格があっり、「感覚と形象は忠実に再現されている」 (クラシカルレビュー誌) と評された。ルーカスの版はしかし、パウンドよりもウィリアム・モリスに近い様式を前提としていた。 批評者は第2版で省略されたホメロスの7000行の韻文よりも、アレキサンドリア詩やそれ以降の詩の翻訳の方を好んだ。『ギリシャ劇』第2巻の批評者は、「ルーカスは厳格で複雑なギリシャ語を受け入れやすくすることで、戯曲を読みやすく鑑賞しやすくしている」と述べている。エウリピデスの『ヒッポリュトス』の翻訳は、ペンギン・ブックスの『八大悲劇』にシルヴァン・バーネット編で残っている。

## 作品

### 小説
ルーカスの小説で最も読まれたのは『セシル (小説)』で、1775‐76年のフランスにおける恋愛、社会、そして政治の物語である。ルーカスはこれを友人で敬愛するトーマス・エドワード・ロレンスに献呈した。彼はこのほか2冊の歴史小説を書いている。1冊は1938年の『ディド博士 』で、1792年から1812年のケンブリッジが舞台のもの、もう1冊は1969年の『イギリスのスパイ：ペニンシュラ戦争の物語』で、1808年のスペインを舞台としたものである。また小説には、1937年の『太陽を纏う女』があり、1780年代から90年代のスコットランドの物語である。3冊の歴史小説はいずれもイギリス男性とフランス女性の恋愛物だった (ルーカスはフランス贔屓と自称していた)。スコットランドの小説は、中世のスコットランドの聖職者が書いたという設定で、彼が若いころ心酔したエルスペス・バキャンとその仲間たちについての話だった。これら4作品に共通する主題は18世紀の脆弱な啓蒙主義であり、ロマン主義の「熱狂」と「不合理」の間の様々な緊張である。彼の最初の自伝的小説『川は流れるように』 (1926年) については、上述の私生活を参照のこと。

### 詩
詩人としてのルーカスは上品な皮肉屋だった。初期の作品はほとんど個人的な抒情か風刺だったが、のちには歴史のエピソードに基づく「永遠に生きているようにみえる」劇的モノローグや物語詩を得意とするようになった。彼の第一次大戦後の詩は、前線での体験を回想するものだった。
『包囲された町』 (1929年) は20世紀半ばのイギリス詩選集に数多く収録され、ルーカスの詩の中でおそらく最もよく知られている。選集で人気があった作品には、古くから伝わる寓話「サーマッラーの約束」を詩で再現した『運命の時間』 (1953年) や、ペニンシュラ戦争でのフランス占領期の田舎の女性の勇気を扱った『スペイン1809年』などがある。彼のもっとも野心的な詩は『アリアドネ (詩)』 (1932年) で、ギリシャの迷宮を詩で再現したものであり、1934年にBBCホーム・サービスから抜粋が朗読された。

### 戯曲
ルーカスのもっとも成功した戯曲はコーンウォールを舞台にした1930年代半ばのスリラー『ランズエンド』 (1935年) で、1938年に上演された。 
彼の政治劇『熊は踊る：3幕の劇』は、ロンドンのウェスト・エンド・シアターで最初にソヴィエトを劇化したものだった。この劇は、ロンドンでは早々に幕を閉じたが、1930年代にイングランド北方の様々な劇場で再演された。これはイデオロギーを消毒する試みで、ケンブリッジ大学の (ルーカスの言葉を借りれば) 「とても青臭い若者がどんどん赤に染まっていく」時期に書かれている。

## 歴史学と政治社会活動

### ファルサルス
文学のほかに、ルーカスは古代地形学で論争の多い問題の一つを解決したことで知られている。彼の「ファルサルスの戦い」(紀元前48年) の場所に関する「北方土手」論文 は、1921年の彼のテッサリアでの単独野外調査と資料の再調査に基づくもので、従来の仮説の多くを否定し、今日では多くの歴史学者に広く支持されている。決定版である「Palae-pharsalus – the Battle and the Town」 を書いたジョン・D・モーガンは、「私の再構築はルーカスと似ており、ポンペイ人の退却線についての彼の選択肢の一つを借りたものだ。ルーカスの理論は多くの批判を受けたが、本質的にゆるぎのないものである。」 

### 宥和活動
1930年代にルーカスは、政治に対する発言をイギリスの新聞社あてに送った書簡で広く知られ、のちに宥和政策と呼ばれる政策に対して率直に批判した。満洲事変に対する国際連盟の沈黙を受け、彼は国際法を維持し侵略行為への反対を誓った「連盟の中の連盟」を繰り返し提唱した。「大戦以来、イギリスの政策は足を引きずり、臆病で、見て見ぬふりをしている」と彼は1933年に書いている。無修正の『我が闘争』原典を読み、その恐喝の意思を理解すると、1933年9月に彼はナチス・ドイツの再軍備の阻止を強力に求めた。「ヴェルサイユ条約は怪物的だ」と彼は『ウィークエンドレビュー』紙に書いた。
「しかし一つのことが確実に優先される。ドイツの再軍備を決して許してはならない。どうやってそれを防ぐか？国際警察機構によってか？それは理想的だ。不幸なことにそれはあり得ない。フランスはそれを主張している。混乱した頭で考えても、我々は戦争を決して望まない。フランスが代わりに行動を起こしてドイツに働きかけてくれるだろうか？ - それとも塀のこちら側におとなしく居座り、秘かに生きるか？私は最初のことを強く望む。ドイツの再軍備は許されない。たとえフランス軍が5年ごとに侵攻しなければならないとしても、それは他の選択肢よりましだ。」
この手紙は一部の読者に「残忍だ」と受け取められ、彼は妥協しない強硬派と位置付けられた。宥和派の『タイムズ』紙は1935年以来彼の投稿を拒否した (彼は編集部を「ドイツ大使館別館」と書いている)。彼がエチオピアへのイタリアの侵攻と民主主義国の不十分な反応を非難したとき、ファシストから罵倒と脅迫を受け、それにはエズラ・パウンドからのものも含まれていた (ルーカスはパウンドからの手紙をケンブリッジの反ファシスト展で展示した)。続く何年か彼は論争の方法を修正したが、主張は変えなかった。戦争を憎み、1936年に彼は「平和のないところで「平和」を叫ぶ無目的な愛想のよさの名のもとで、自分を偽る理由にはなりえない」と彼は主張した 。1937年にイギリスの政策の不誠実さを強調し、「我々は自分の主張を維持していない。安全への道をごまかそうとした挙句、安全はごまかしだと立証した。どんな道も終点がどこかはわからないのだから、まっすぐで正直な道を選ぶべきだ、という知恵を忘れてしまった」と書いた。平和主義が唱えられた時代であり、また彼は往復書簡コラムで「消極的平和主義者」とやり取りしていたが、こうした情緒は琴線に触れた。「これは私の愛するイギリスの声です」と1938年にプラハの通信員は書いた 。「ミュンヘン会談から帰還したチェンバレン首相が歓迎されているのを聞いた時、私の心は震えました。」
新聞社へ手紙を送るほかに (全部でおよそ40通で、ほとんどは『ガーディアン』紙宛て - 後述の政治的書簡を参照)、彼の活動には風刺文、論文、書籍、講演、英国赤十字社のための寄付、議会への請願、ハイレ・セラシエ1世やシュテファン・ツヴァイクなどの亡命者との面会、そして難民救済が含まれていた。こうした活動を彼は「長老」の一人であるヘンリー・ネヴィンソンを手本にして行った。「私の知る中で最も印象的な人物」、「彼の長い人生は自由に捧げられている」。彼は1938年に出版した『独裁者の愉しみ 』を、友人となったネヴィンソンに献呈した。
この時期にどのように生きていたか将来の読者が興味を持つと信じ、ルーカスは1938年の日記を『テロの下での日記1938年』として1939年3月に出版した (ルーカスが日記で言う「重要な情報源」はおそらくハロルド・ニコルソンであろう)。この日記はイギリス指導者達の中にいる親ナチと宥和政策派の人物について率直に書いているのが特徴である。ミュンヘン会議に出席したチェンバレン首相について彼は次のように書いている (9月30日)。
「彼のやったことが正しいことだったとしても、このやり方は間違っている」  。「降伏は必要だった。空念仏は不要だ。名誉を重んじる政治家であれば、少なくともあのヒステリックな喝采を静めて言うだろう。『友よ、当分の間、危険はない。しかし忘れてはならないのは、私たちを信頼してくれる者がここにいないことだ。今はおそらく安堵の日々である。しかし悲しみもまたある。喜びではなく恥ずべき日である』。しかしこのチェンバレンは、どこかの田舎者が汽車の中でトランプ遊びに勝って6ペンスを手に入れた時のように、喜んだ表情で帰宅したのだった」。
彼が恐れた結果は、英独和平協定 - ナチスとイギリス指導者層との間の協定だった。「いつの日かベルクホーフからロンドンデリー卿宛てのメモがダウニング街10番地に届くだろう。それがすべてを解決する」。彼は1939年3月政府が宥和活動に転換したことを歓迎したが、転換の真正性を疑っていた。「貴族たちは、まだ行進を続けている」。 
ナチスは彼の書簡に注目していた。1939年8月、彼はヨーゼフ・ゲッベルスからの返事を受け取ったが、それは彼の意見表明を注意するものだった。反ナチ活動のリーダーとして、彼はイギリス人を捕らえ粛正するナチスのブラック・ブックに掲載された。

### ブレッチリー・パーク
1914-18年の歩兵隊と情報部隊を経験した優秀な言語学者であり、反ナチズムの信任が厚くソ連に対して懐疑的だったルーカスは、1939年９月３日に外務省がブレッチリー・パークに採用した最初の学者の一人だった。彼はハット3の最初のメンバー4人のうちの一人で、その組織を彼が作り上げ、ハットが委員会方式で運営された1942年3月から7月には代表を務めた。彼はそこで中心的役割を果たし、戦争中エニグマの暗号解読に翻訳者として携わり、1942年7月からは調査部で午後4時から午前1時までの忙しいシフトの情報分析者リーダーとして3G (ハット3の一般諜報部) の仕事をした。3Gでの彼の主要業務は、枢軸国のコードネームやコード番号の暗号の解読、ドイツの「形式上の」 (物資や弾薬の返品) の分析、そして情報分析報告書を書くことだった。
彼が書いた情報分析報告書の中に、1941年5月のヒットラーの東方における意図に注目した研究があり、それはドイツが「より多くの原材料を得るためにソ連へ圧力をかけているだけ」という外務省の見解と対照的なものだった。 「それを疑うのは難しい」とルーカスは書いた。
「ドイツ陸軍と空軍が大きく動いている目的はロシアである。鉄道便はモルドバに向かい、船便は極北のヴァランガーフィヨルドに向かっていて、同じく東方へ向かう動きがどこでも見られる。いずれにせよ目的は恐喝でなければ戦争である。ヒットラーは疑いなく無血降伏を目指している。しかし、たとえばタルヌフへ静かに向かう戦争捕虜は、はったりでなくビジネスのように見える」。
ルーカスの他の報告書は、テッサロニキ‐アテネ間の鉄道をオイタ山溪谷の高架橋で切断する実務的提案 (ハーリング作戦で実施) から、戦争後期の「情報源から見たヒットラー」 (暗号解読を通して)、「情報源からみたドイツの士気」 (1918年の情報部隊での彼の主題) などの心理学的概観に及ぶものだった。

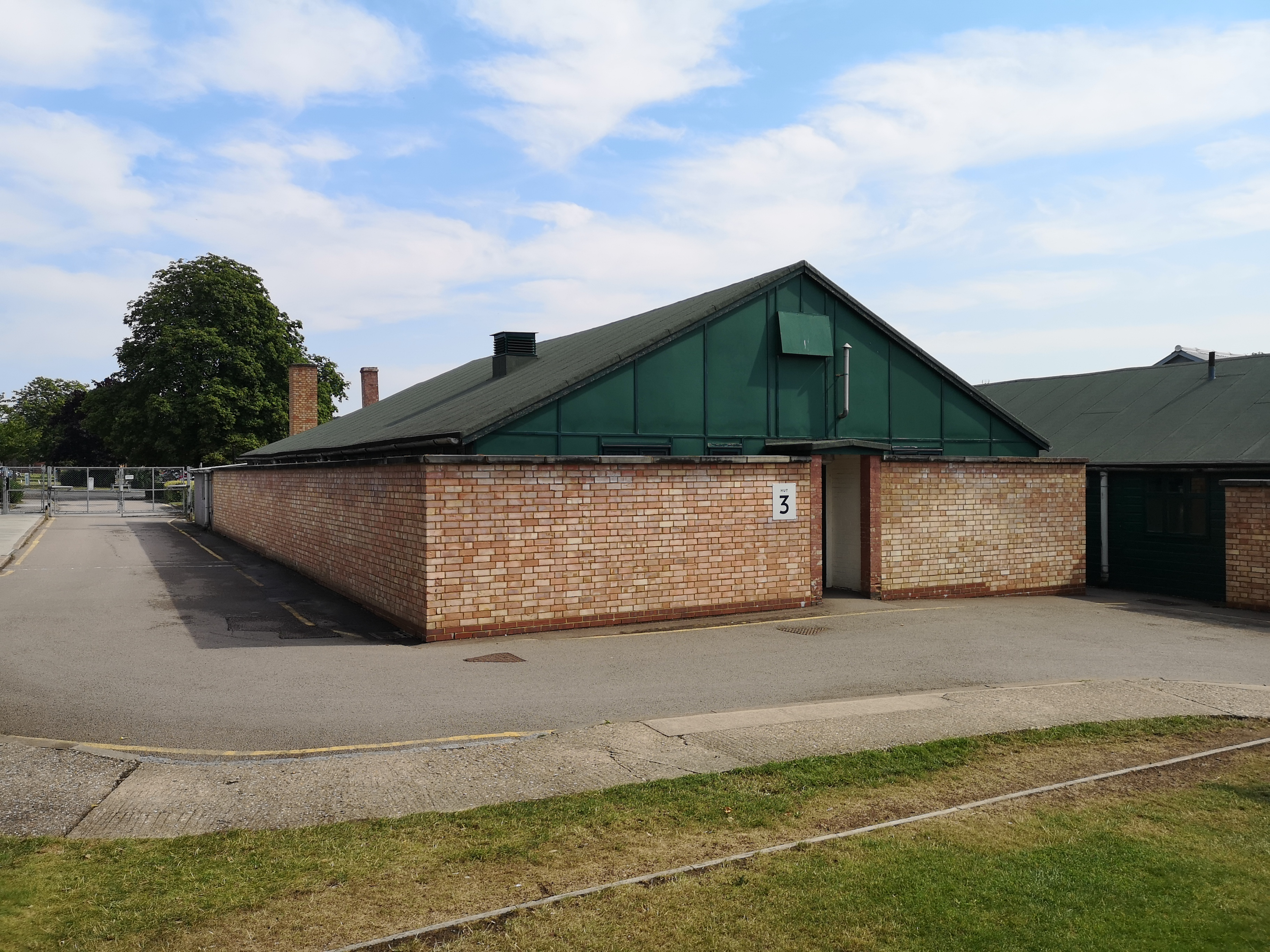
ブレッチリー・パーク・トラストにより再建された防風壁の中のハット3

彼はまたブレッチリー・パーク長官あての機密特別報告も書いたが、その一つはドイツの信号における第二戦線のうわさについて、もう一つは1944年末にピーター・カルヴォコレッシーと共同で、1944年12月のバルジの戦いでのドイツの反抗を連合国軍が予見できなかったことについてであった。ハット3としては、「ドイツのメッセージを修正し説明する業務に用心深く」なり、航空偵察も含め「結論はすべての情報源をにぎる連合国遠征軍最高司令部 (SHAEF) の情報員の仕事」と考えるようになっていた。ハット3の空軍アドヴァイザーであったE. J. N. ローズは当時この報告書を読み、1998年に「SHAEFの情報員と空軍の過失を示した非常に優れた報告書だ」と述べている。報告書は現存していない。それはおそらく過失を事後分析した「最高機密」であり、ストロング将軍が1968年に言及したように、「2通のコピーは破棄された」のである。ルーカスとカルヴォコレッシーは「アイゼンハウアー司令部の首が飛ぶと思ったが、彼らはぐらつくだけだった」。
彼がブレッチリー・パークで行った最も「エキサイティングな」仕事は、枢軸国の輸送船団が1941年7月から北アフリカで使った作戦信号を扱い、暗号解読、地図、糸片などを使って船団の進軍経路を推定することだったと、ルーカスは回想している。ハット3に正確さと明確さの高度な標準を行きわたらせたのは、「ルーカスのこだわりがあったこそ」と彼の上官は言い切っている。
勤務時間外のルーカス少佐は、ブレッチリー・パークの地域義勇兵の司令官だった。彼はステレオタイプとは反対に、「インテリの群れ」を軍事演習で地元の正規軍を凌駕する効率的な部隊に仕立てていた。1945年6月から戦争が終わるまで、彼はハット3の歴史部門長だった。彼は「ハット3の歴史」を編纂し、現在それは文書HW3/119とHW3/120としてイギリス国立公文書館に収められている。1946年に彼は戦時中の業績により大英帝国勲章を受章した。

### 人口統計
後年ルーカスは「ほとんど語られていない問題」として人口管理を取り上げ、1960年の『大問題 The Greatest Problem』で世界の人口過多の危険性を論じている。

## 翻案
- ジェラルド・フィンジはルーカスの詩『6月のキャッスルヒル』 (1935年) に作曲し、彼の作品13a第5番『詩人へ』とした。
- マーガレット・ウッドの戯曲『正義の王』 (1966年) は、ルーカスの詩『スペイン1809年』 (1953年) に基づいている。
- ジョン・ジュベール（英語版）はルーカスの詩『包囲された町』 (1929年) に作曲し、彼の作品129『風景』 (1992年) とした。

## 日本人の教え子
英文学者の吉田健一は1930年から1931年にかけてキングス・カレッジに留学し、指導教授となったルーカスのもとで学んだ。2週間に一度ギッブス・ビルディングにあるルーカスの研究室に通い、ミルトンの『失楽園』をかわぎりに様々な英文学の講義を受けた。さらにルーカスの関心分野であるヨーロッパの文学にも目を広げていくことになった。吉田は学者になるか作家になるか迷っていたのを結局作家を選んだが、それについてはルーカスの影響が大きいと後に語っている。
吉田は戦後の1953年と1963年に渡英した際に、ルーカスに再会している。また1931年の帰国時からルーカスの晩年まで手紙のやり取りを続けていた。